# Clasificación de AFC para la Copa Mundial de Fútbol de 2026
La Clasificación de AFC para la Copa Mundial de Fútbol de 2026 es el torneo que determina a los clasificados por parte de la Confederación Asiática de Fútbol (AFC) a la Copa Mundial de Fútbol de 2026 a realizarse en México, Estados Unidos y Canadá. La competencia empezó el 12 de octubre de 2023.
Un total de 8.5 cupos están disponibles para las selecciones asiáticas debido a la expansión de la Copa Mundial de Fútbol a 48 equipos en su fase final. Las primeras dos fases de la clasificación mundialista, son a su vez las primeras dos rondas de la clasificación para la Copa Asiática 2027.

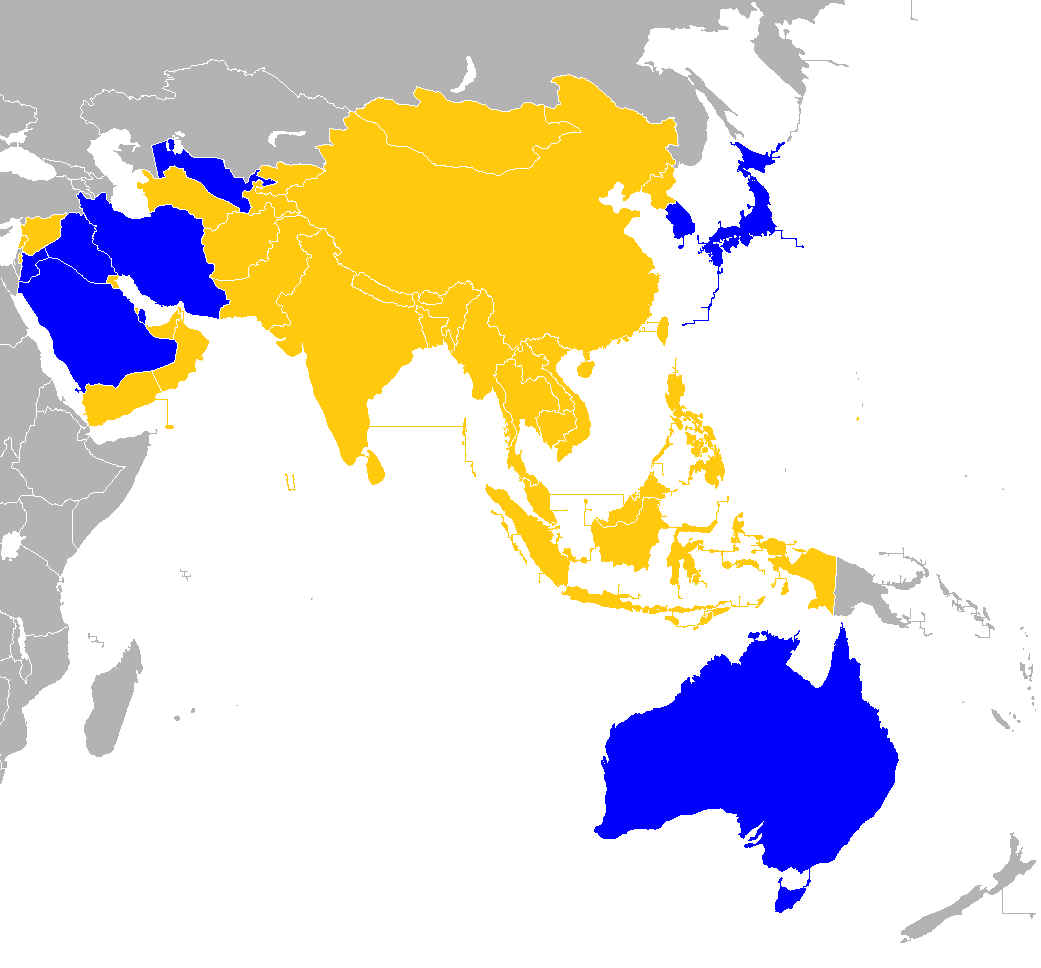
Clasificado
Aún puede clasificarse
Eliminado
No es parte de la AFC

## Equipos participantes
De las 47 asociaciones nacionales afiliadas a la AFC, 46 participan en el proceso clasificatorio; la selección de las Islas Marianas del Norte forma parte del torneo, pero solo puede clasificar a la Copa Asiática, ya que en este momento no es miembro afiliado a la FIFA, en 2021 pidió el ingreso, solicitud que actualmente se encuentra en proceso. La selección de Sri Lanka finalmente logró levantar la suspensión por parte de la FIFA.
Para determinar las selecciones que iniciaron su participación en la primera ronda y las que ingresaron a partir de la segunda, se clasificó a los equipos de acuerdo al ranking FIFA publicado en julio de 2023, las 20 selecciones con el ranking más bajo iniciaron en la primera ronda, el resto de equipos ingresaron en la segunda ronda.
Entre paréntesis se indica el puesto de cada selección en el ranking FIFA tomado en consideración.
| Equipos en segunda ronda | Equipos en segunda ronda | Equipos en segunda ronda | Equipos en primera ronda |
| Bombo 1 | Bombo 2 | Bombo 3 | Bombo 4 |
| --- | --- | --- | --- |
| 1. Japón (20) 2. Irán (22) 3. Australia (27) 4. Corea del Sur (28) 5. Arabia Saudita (54) 6. Catar (59) 7. Irak (67) 8. Emiratos Árabes Unidos (72) 9. Omán (73) | 10. Uzbekistán (74) 11. China (80) 12. Jordania (82) 13. Baréin (86) 14. Siria (94) 15. Vietnam (95) 16. Palestina (96) 17. Kirguistán (97) 18. India (99) | 19. Líbano (100) 20. Tayikistán (110) 21. Tailandia (113) 22. Corea del Norte (115) 23. Filipinas (135) 24. Malasia (136) 25. Kuwait (137) 26. Turkmenistán (138) | 27. Hong Kong (149) 28. Indonesia (150) 29. China Taipéi (153) 30. Maldivas (155) 31. Yemen (156) 32. Afganistán (157) 33. Singapur (158) 34. Birmania (160) 35. Nepal (175) 36. Camboya (176) 37. Macao (182) 38. Mongolia (183) 39. Bután (185) 40. Laos (187) 41. Bangladés (189) 42. Brunéi (190) 43. Timor Oriental (192) 44. Pakistán (201) 45. Guam (203) 46. Sri Lanka (204) |

## Calendario
A continuación se muestra el calendario del torneo de acuerdo al calendario de competencias de la AFC.
| Ronda                           | Jornada    | Fecha                    |
| ------------------------------- | ---------- | ------------------------ |
| Primera ronda (Fase preliminar) | Ida        | 12 de octubre de 2023    |
| Primera ronda (Fase preliminar) | Vuelta     | 17 de octubre de 2023    |
| Segunda ronda (Fase de grupos)  | Jornada 1  | 16 de noviembre de 2023  |
| Segunda ronda (Fase de grupos)  | Jornada 2  | 21 de noviembre de 2023  |
| Segunda ronda (Fase de grupos)  | Jornada 3  | 21 de marzo de 2024      |
| Segunda ronda (Fase de grupos)  | Jornada 4  | 26 de marzo de 2024      |
| Segunda ronda (Fase de grupos)  | Jornada 5  | 6 de junio de 2024       |
| Segunda ronda (Fase de grupos)  | Jornada 6  | 11 de junio de 2024      |
| Tercera ronda                   | Jornada 1  | 5 de septiembre de 2024  |
| Tercera ronda                   | Jornada 2  | 10 de septiembre de 2024 |
| Tercera ronda                   | Jornada 3  | 10 de octubre de 2024    |
| Tercera ronda                   | Jornada 4  | 15 de octubre de 2024    |
| Tercera ronda                   | Jornada 5  | 14 de noviembre de 2024  |
| Tercera ronda                   | Jornada 6  | 19 de noviembre de 2024  |
| Tercera ronda                   | Jornada 7  | 20 de marzo de 2025      |
| Tercera ronda                   | Jornada 8  | 25 de marzo de 2025      |
| Tercera ronda                   | Jornada 9  | 5 de junio de 2025       |
| Tercera ronda                   | Jornada 10 | 10 de junio de 2025      |
| Cuarta ronda                    | Jornada 1  | 8 de octubre de 2025     |
| Cuarta ronda                    | Jornada 2  | 11 de octubre de 2025    |
| Cuarta ronda                    | Jornada 3  | 14 de octubre de 2025    |
| Quinta ronda                    | Ida        | 13 de noviembre de 2025  |
| Quinta ronda                    | Vuelta     | 18 de noviembre de 2025  |

## Primera ronda
Participaron en esta ronda 20 selecciones, distribuidas en 10 series de dos equipos; los enfrentamientos quedaron definidos mediante un sorteo realizado el 27 de julio de 2023 en Kuala Lumpur, Malasia a las 14:00 (UTC+8). Los partidos se llevaron a cabo el 12 y 17 de octubre de 2023 y clasificaron a la siguiente ronda los ganadores de cada serie.
| Equipo 1     | Agr. | Equipo 2       | Ida | Vuelta |
| ------------ | ---- | -------------- | --- | ------ |
| Afganistán   | 2–0  | Mongolia       | 1–0 | 1–0    |
| Maldivas     | 2–3  | Bangladés      | 1–1 | 1–2    |
| Singapur     | 3–1  | Guam           | 2–1 | 1–0    |
| Yemen        | 4–1  | Sri Lanka      | 3–0 | 1–1    |
| Birmania     | 5–1  | Macao          | 5–1 | 0–0    |
| Camboya      | 0–1  | Pakistán       | 0–0 | 0–1    |
| China Taipéi | 7–0  | Timor Oriental | 4–0 | 3–0    |
| Indonesia    | 12–0 | Brunéi         | 6–0 | 6–0    |
| Hong Kong    | 4–2  | Bután          | 4–0 | 0–2    |
| Nepal        | 2–1  | Laos           | 1–1 | 1–0    |

## Segunda ronda
Treinta y seis selecciones, divididas en nueve grupos de cuatro equipos, participan en esta ronda, 10 procedentes de la ronda anterior y 26 que inician su participación en esta instancia, los grupos quedaron conformados mediante sorteo realizado el 27 de julio de 2023 a las 16:00 (UTC+8). Los partidos se llevaron a cabo del 16 de noviembre de 2023 al 11 de junio de 2024 y clasificaron a la siguiente ronda los dos primeros de cada grupo.

### Grupo A
| Pos. | Equipo     | Pts. | PJ | G | E | P | GF | GC | Dif. | Clasificación |       | Bandera de Catar | Bandera de Kuwait | Bandera de la India | Bandera de Afganistán |
| ---- | ---------- | ---- | -- | - | - | - | -- | -- | ---- | ------------- | ----- | ---------------- | ----------------- | ------------------- | --------------------- |
| 1    | Catar      | 16   | 6  | 5 | 1 | 0 | 18 | 3  | +15  | Tercera ronda |       | —                | 3 – 0             | 1 – 1               | 8 – 1                 |
| 2    | Kuwait     | 7    | 6  | 2 | 1 | 3 | 6  | 6  | 0    | Tercera ronda |       | 1 – 2            | —                 | 0 – 1               | 1 – 0                 |
| 3    | India      | 5    | 6  | 1 | 2 | 3 | 3  | 7  | −4   |               |       | 0 – 3            | 0 – 0             | —                   | 1 – 2                 |
| 4    | Afganistán | 5    | 6  | 1 | 2 | 3 | 3  | 14 | −11  |               | 0 – 0 | 0 – 4            | 0 – 0             | —                   |                       |

 Fuente: AFC
Criterios de clasificación: criterios FIFA de desempate
| Fecha                   | Lugar                    | Local      |                       | Resultado |                       | Visitante  |
| ----------------------- | ------------------------ | ---------- | --------------------- | --------- | --------------------- | ---------- |
| 16 de noviembre de 2023 | Rayán                    | Catar      | Bandera de Catar      | 8 – 1     | Bandera de Afganistán | Afganistán |
| 16 de noviembre de 2023 | Kuwait                   | Kuwait     | Bandera de Kuwait     | 0 – 1     | Bandera de la India   | India      |
| 21 de noviembre de 2023 | Bhubaneshwar             | India      | Bandera de la India   | 0 – 3     | Bandera de Catar      | Catar      |
| 21 de noviembre de 2023 | Dammam (Arabia Saudita)  | Afganistán | Bandera de Afganistán | 0 – 4     | Bandera de Kuwait     | Kuwait     |
| 21 de marzo de 2024     | Rayán                    | Catar      | Bandera de Catar      | 3 – 0     | Bandera de Kuwait     | Kuwait     |
| 21 de marzo de 2024     | Abha (Arabia Saudita)    | Afganistán | Bandera de Afganistán | 0 – 0     | Bandera de la India   | India      |
| 26 de marzo de 2024     | Guwahati                 | India      | Bandera de la India   | 1 – 2     | Bandera de Afganistán | Afganistán |
| 26 de marzo de 2024     | Al-Farwaniya             | Kuwait     | Bandera de Kuwait     | 1 – 2     | Bandera de Catar      | Catar      |
| 6 de junio de 2024      | Al-Hasa (Arabia Saudita) | Afganistán | Bandera de Afganistán | 0 – 0     | Bandera de Catar      | Catar      |
| 6 de junio de 2024      | Calcuta                  | India      | Bandera de la India   | 0 – 0     | Bandera de Kuwait     | Kuwait     |
| 11 de junio de 2024     | Rayán                    | Catar      | Bandera de Catar      | 2 – 1     | Bandera de la India   | India      |
| 11 de junio de 2024     | Kuwait                   | Kuwait     | Bandera de Kuwait     | 1 – 0     | Bandera de Afganistán | Afganistán |

### Grupo B
| Pos. | Equipo          | Pts. | PJ | G | E | P | GF | GC | Dif. | Clasificación |       | Bandera de Japón | Bandera de Corea del Norte | Bandera de Siria | Bandera de Birmania |
| ---- | --------------- | ---- | -- | - | - | - | -- | -- | ---- | ------------- | ----- | ---------------- | -------------------------- | ---------------- | ------------------- |
| 1    | Japón           | 18   | 6  | 6 | 0 | 0 | 24 | 0  | +24  | Tercera ronda |       | —                | 1 – 0                      | 5 – 0            | 5 – 0               |
| 2    | Corea del Norte | 9    | 6  | 3 | 0 | 3 | 11 | 7  | +4   | Tercera ronda |       | 0 – 3            | —                          | 1 – 0            | 4 – 1               |
| 3    | Siria           | 7    | 6  | 2 | 1 | 3 | 9  | 12 | −3   |               |       | 0 – 5            | 1 – 0                      | —                | 7 – 0               |
| 4    | Birmania        | 1    | 6  | 0 | 1 | 5 | 3  | 28 | −25  |               | 0 – 5 | 1 – 6            | 1 – 1                      | —                |                     |

 Fuente: AFC
Criterios de clasificación: criterios FIFA de desempate
| Fecha                   | Lugar                   | Local           |                            | Resultado |                            | Visitante       |
| ----------------------- | ----------------------- | --------------- | -------------------------- | --------- | -------------------------- | --------------- |
| 16 de noviembre de 2023 | Suita                   | Japón           | Bandera de Japón           | 5 – 0     | Bandera de Birmania        | Birmania        |
| 16 de noviembre de 2023 | Yeda (Arabia Saudita)   | Siria           | Bandera de Siria           | 1 – 0     | Bandera de Corea del Norte | Corea del Norte |
| 21 de noviembre de 2023 | Rangún                  | Birmania        | Bandera de Birmania        | 1 – 6     | Bandera de Corea del Norte | Corea del Norte |
| 21 de noviembre de 2023 | Yeda (Arabia Saudita)   | Siria           | Bandera de Siria           | 0 – 5     | Bandera de Japón           | Japón           |
| 21 de marzo de 2024     | Tokio                   | Japón           | Bandera de Japón           | 1 – 0     | Bandera de Corea del Norte | Corea del Norte |
| 21 de marzo de 2024     | Rangún                  | Birmania        | Bandera de Birmania        | 1 – 1     | Bandera de Siria           | Siria           |
| 26 de marzo de 2024     | Dammam (Arabia Saudita) | Siria           | Bandera de Siria           | 7 – 0     | Bandera de Birmania        | Birmania        |
| Cancelado               | Pionyang                | Corea del Norte | Bandera de Corea del Norte | 0 – 3     | Bandera de Japón           | Japón           |
| 6 de junio de 2024      | Rangún                  | Birmania        | Bandera de Birmania        | 0 – 5     | Bandera de Japón           | Japón           |
| 6 de junio de 2024      | Vientián (Laos)         | Corea del Norte | Bandera de Corea del Norte | 1 – 0     | Bandera de Siria           | Siria           |
| 11 de junio de 2024     | Hiroshima               | Japón           | Bandera de Japón           | 5 – 0     | Bandera de Siria           | Siria           |
| 11 de junio de 2024     | Vientián (Laos)         | Corea del Norte | Bandera de Corea del Norte | 4 – 1     | Bandera de Birmania        | Birmania        |

### Grupo C
| Pos. | Equipo        | Pts. | PJ | G | E | P | GF | GC | Dif. | Clasificación |       | Bandera de Corea del Sur | Bandera de la República Popular China | Bandera de Tailandia | Bandera de Singapur |
| ---- | ------------- | ---- | -- | - | - | - | -- | -- | ---- | ------------- | ----- | ------------------------ | ------------------------------------- | -------------------- | ------------------- |
| 1    | Corea del Sur | 16   | 6  | 5 | 1 | 0 | 20 | 1  | +19  | Tercera ronda |       | —                        | 1 – 0                                 | 1 – 1                | 5 – 0               |
| 2    | China         | 8    | 6  | 2 | 2 | 2 | 9  | 9  | 0    | Tercera ronda |       | 0 – 3                    | —                                     | 1 – 1                | 4 – 1               |
| 3    | Tailandia     | 8    | 6  | 2 | 2 | 2 | 9  | 9  | 0    |               |       | 0 – 3                    | 1 – 2                                 | —                    | 3 – 1               |
| 4    | Singapur      | 1    | 6  | 0 | 1 | 5 | 5  | 24 | −19  |               | 0 – 7 | 2 – 2                    | 1 – 3                                 | —                    |                     |

 Fuente: AFC
Criterios de clasificación: criterios FIFA de desempate
Notas:
1. 1 2  Puntos obtenidos en partidos frente a frente: China 4, Tailandia 1.

| Fecha                   | Lugar    | Local         |                                       | Resultado |                                       | Visitante     |
| ----------------------- | -------- | ------------- | ------------------------------------- | --------- | ------------------------------------- | ------------- |
| 16 de noviembre de 2023 | Seúl     | Corea del Sur | Bandera de Corea del Sur              | 5 – 0     | Bandera de Singapur                   | Singapur      |
| 16 de noviembre de 2023 | Bangkok  | Tailandia     | Bandera de Tailandia                  | 1 – 2     | Bandera de la República Popular China | China         |
| 21 de noviembre de 2023 | Shenzhen | China         | Bandera de la República Popular China | 0 – 3     | Bandera de Corea del Sur              | Corea del Sur |
| 21 de noviembre de 2023 | Singapur | Singapur      | Bandera de Singapur                   | 1 – 3     | Bandera de Tailandia                  | Tailandia     |
| 21 de marzo de 2024     | Seúl     | Corea del Sur | Bandera de Corea del Sur              | 1 – 1     | Bandera de Tailandia                  | Tailandia     |
| 21 de marzo de 2024     | Singapur | Singapur      | Bandera de Singapur                   | 2 – 2     | Bandera de la República Popular China | China         |
| 26 de marzo de 2024     | Tianjin  | China         | Bandera de la República Popular China | 4 – 1     | Bandera de Singapur                   | Singapur      |
| 26 de marzo de 2024     | Bangkok  | Tailandia     | Bandera de Tailandia                  | 0 – 3     | Bandera de Corea del Sur              | Corea del Sur |
| 6 de junio de 2024      | Shenyang | China         | Bandera de la República Popular China | 1 – 1     | Bandera de Tailandia                  | Tailandia     |
| 6 de junio de 2024      | Singapur | Singapur      | Bandera de Singapur                   | 0 – 7     | Bandera de Corea del Sur              | Corea del Sur |
| 11 de junio de 2024     | Seúl     | Corea del Sur | Bandera de Corea del Sur              | 1 – 0     | Bandera de la República Popular China | China         |
| 11 de junio de 2024     | Bangkok  | Tailandia     | Bandera de Tailandia                  | 3 – 1     | Bandera de Singapur                   | Singapur      |

### Grupo D
| Pos. | Equipo       | Pts. | PJ | G | E | P | GF | GC | Dif. | Clasificación |       | Bandera de Omán | Bandera de Kirguistán | Bandera de Malasia | Bandera de China Taipéi |
| ---- | ------------ | ---- | -- | - | - | - | -- | -- | ---- | ------------- | ----- | --------------- | --------------------- | ------------------ | ----------------------- |
| 1    | Omán         | 13   | 6  | 4 | 1 | 1 | 11 | 2  | +9   | Tercera ronda |       | —               | 1 – 1                 | 2 – 0              | 3 – 0                   |
| 2    | Kirguistán   | 11   | 6  | 3 | 2 | 1 | 13 | 7  | +6   | Tercera ronda |       | 1 – 0           | —                     | 1 – 1              | 5 – 1                   |
| 3    | Malasia      | 10   | 6  | 3 | 1 | 2 | 9  | 9  | 0    |               |       | 0 – 2           | 4 – 3                 | —                  | 3 – 1                   |
| 4    | China Taipéi | 0    | 6  | 0 | 0 | 6 | 2  | 17 | −15  |               | 0 – 3 | 0 – 2           | 0 – 1                 | —                  |                         |

 Fuente: AFC
Criterios de clasificación: criterios FIFA de desempate
| Fecha                   | Lugar        | Local        |                         | Resultado |                         | Visitante    |
| ----------------------- | ------------ | ------------ | ----------------------- | --------- | ----------------------- | ------------ |
| 16 de noviembre de 2023 | Kuala Lumpur | Malasia      | Bandera de Malasia      | 4 – 3     | Bandera de Kirguistán   | Kirguistán   |
| 16 de noviembre de 2023 | Mascate      | Omán         | Bandera de Omán         | 3 – 0     | Bandera de China Taipéi | China Taipéi |
| 21 de noviembre de 2023 | Taipéi       | China Taipéi | Bandera de China Taipéi | 0 – 1     | Bandera de Malasia      | Malasia      |
| 21 de noviembre de 2023 | Biskek       | Kirguistán   | Bandera de Kirguistán   | 1 – 0     | Bandera de Omán         | Omán         |
| 21 de marzo de 2024     | Kaohsiung    | China Taipéi | Bandera de China Taipéi | 0 – 2     | Bandera de Kirguistán   | Kirguistán   |
| 21 de marzo de 2024     | Mascate      | Omán         | Bandera de Omán         | 2 – 0     | Bandera de Malasia      | Malasia      |
| 26 de marzo de 2024     | Biskek       | Kirguistán   | Bandera de Kirguistán   | 5 – 1     | Bandera de China Taipéi | China Taipéi |
| 26 de marzo de 2024     | Kuala Lumpur | Malasia      | Bandera de Malasia      | 0 – 2     | Bandera de Omán         | Omán         |
| 6 de junio de 2024      | Taipéi       | China Taipéi | Bandera de China Taipéi | 0 – 3     | Bandera de Omán         | Omán         |
| 6 de junio de 2024      | Biskek       | Kirguistán   | Bandera de Kirguistán   | 1 – 1     | Bandera de Malasia      | Malasia      |
| 11 de junio de 2024     | Kuala Lumpur | Malasia      | Bandera de Malasia      | 3 – 1     | Bandera de China Taipéi | China Taipéi |
| 11 de junio de 2024     | Mascate      | Omán         | Bandera de Omán         | 1 – 1     | Bandera de Kirguistán   | Kirguistán   |

### Grupo E
| Pos. | Equipo       | Pts. | PJ | G | E | P | GF | GC | Dif. | Clasificación |       | Bandera de Irán | Bandera de Uzbekistán | Bandera de Turkmenistán | Bandera de Hong Kong |
| ---- | ------------ | ---- | -- | - | - | - | -- | -- | ---- | ------------- | ----- | --------------- | --------------------- | ----------------------- | -------------------- |
| 1    | Irán         | 14   | 6  | 4 | 2 | 0 | 16 | 4  | +12  | Tercera ronda |       | —               | 0 – 0                 | 5 – 0                   | 4 – 0                |
| 2    | Uzbekistán   | 14   | 6  | 4 | 2 | 0 | 13 | 4  | +9   | Tercera ronda |       | 2 – 2           | —                     | 3 – 1                   | 3 – 0                |
| 3    | Turkmenistán | 2    | 6  | 0 | 2 | 4 | 4  | 14 | −10  |               |       | 0 – 1           | 1 – 3                 | —                       | 0 – 0                |
| 4    | Hong Kong    | 2    | 6  | 0 | 2 | 4 | 4  | 15 | −11  |               | 2 – 4 | 0 – 2           | 2 – 2                 | —                       |                      |

Actualizado a los partidos jugados el 11 de junio de 2024.
 Fuente: AFC
Criterios de clasificación: criterios FIFA de desempate
| Fecha                   | Lugar     | Local        |                         | Resultado |                         | Visitante    |
| ----------------------- | --------- | ------------ | ----------------------- | --------- | ----------------------- | ------------ |
| 16 de noviembre de 2023 | Asjabad   | Turkmenistán | Bandera de Turkmenistán | 1 – 3     | Bandera de Uzbekistán   | Uzbekistán   |
| 16 de noviembre de 2023 | Teherán   | Irán         | Bandera de Irán         | 4 – 0     | Bandera de Hong Kong    | Hong Kong    |
| 21 de noviembre de 2023 | Hong Kong | Hong Kong    | Bandera de Hong Kong    | 2 – 2     | Bandera de Turkmenistán | Turkmenistán |
| 21 de noviembre de 2023 | Taskent   | Uzbekistán   | Bandera de Uzbekistán   | 2 – 2     | Bandera de Irán         | Irán         |
| 21 de marzo de 2024     | Hong Kong | Hong Kong    | Bandera de Hong Kong    | 0 – 2     | Bandera de Uzbekistán   | Uzbekistán   |
| 21 de marzo de 2024     | Teherán   | Irán         | Bandera de Irán         | 5 – 0     | Bandera de Turkmenistán | Turkmenistán |
| 26 de marzo de 2024     | Taskent   | Uzbekistán   | Bandera de Uzbekistán   | 3 – 0     | Bandera de Hong Kong    | Hong Kong    |
| 26 de marzo de 2024     | Asjabad   | Turkmenistán | Bandera de Turkmenistán | 0 – 1     | Bandera de Irán         | Irán         |
| 6 de junio de 2024      | Hong Kong | Hong Kong    | Bandera de Hong Kong    | 2 – 4     | Bandera de Irán         | Irán         |
| 6 de junio de 2024      | Taskent   | Uzbekistán   | Bandera de Uzbekistán   | 3 – 1     | Bandera de Turkmenistán | Turkmenistán |
| 11 de junio de 2024     | Asjabad   | Turkmenistán | Bandera de Turkmenistán | 0 – 0     | Bandera de Hong Kong    | Hong Kong    |
| 11 de junio de 2024     | Teherán   | Irán         | Bandera de Irán         | 0 – 0     | Bandera de Uzbekistán   | Uzbekistán   |

### Grupo F
| Pos. | Equipo    | Pts. | PJ | G | E | P | GF | GC | Dif. | Clasificación |       | Bandera de Irak | Bandera de Indonesia | Bandera de Vietnam | Bandera de Filipinas |
| ---- | --------- | ---- | -- | - | - | - | -- | -- | ---- | ------------- | ----- | --------------- | -------------------- | ------------------ | -------------------- |
| 1    | Irak      | 18   | 6  | 6 | 0 | 0 | 17 | 2  | +15  | Tercera ronda |       | —               | 5 – 1                | 3 – 1              | 1 – 0                |
| 2    | Indonesia | 10   | 6  | 3 | 1 | 2 | 8  | 8  | 0    | Tercera ronda |       | 0 – 2           | —                    | 1 – 0              | 2 – 0                |
| 3    | Vietnam   | 6    | 6  | 2 | 0 | 4 | 6  | 10 | −4   |               |       | 0 – 1           | 0 – 3                | —                  | 3 – 2                |
| 4    | Filipinas | 1    | 6  | 0 | 1 | 5 | 3  | 14 | −11  |               | 0 – 5 | 1 – 1           | 0 – 2                | —                  |                      |

Actualizado a los partidos jugados el 11 de junio de 2024.
 Fuente: AFC
Criterios de clasificación: criterios FIFA de desempate
| Fecha                   | Lugar   | Local     |                      | Resultado |                      | Visitante |
| ----------------------- | ------- | --------- | -------------------- | --------- | -------------------- | --------- |
| 16 de noviembre de 2023 | Manila  | Filipinas | Bandera de Filipinas | 0 – 2     | Bandera de Vietnam   | Vietnam   |
| 16 de noviembre de 2023 | Basora  | Irak      | Bandera de Irak      | 5 – 1     | Bandera de Indonesia | Indonesia |
| 21 de noviembre de 2023 | Manila  | Filipinas | Bandera de Filipinas | 1 – 1     | Bandera de Indonesia | Indonesia |
| 21 de noviembre de 2023 | Hanói   | Vietnam   | Bandera de Vietnam   | 0 – 1     | Bandera de Irak      | Irak      |
| 21 de marzo de 2024     | Yakarta | Indonesia | Bandera de Indonesia | 1 – 0     | Bandera de Vietnam   | Vietnam   |
| 21 de marzo de 2024     | Basora  | Irak      | Bandera de Irak      | 1 – 0     | Bandera de Filipinas | Filipinas |
| 26 de marzo de 2024     | Hanói   | Vietnam   | Bandera de Vietnam   | 0 – 3     | Bandera de Indonesia | Indonesia |
| 26 de marzo de 2024     | Manila  | Filipinas | Bandera de Filipinas | 0 – 5     | Bandera de Irak      | Irak      |
| 6 de junio de 2024      | Yakarta | Indonesia | Bandera de Indonesia | 0 – 2     | Bandera de Irak      | Irak      |
| 6 de junio de 2024      | Hanói   | Vietnam   | Bandera de Vietnam   | 3 – 2     | Bandera de Filipinas | Filipinas |
| 11 de junio de 2024     | Yakarta | Indonesia | Bandera de Indonesia | 2 – 0     | Bandera de Filipinas | Filipinas |
| 11 de junio de 2024     | Basora  | Irak      | Bandera de Irak      | 3 – 1     | Bandera de Vietnam   | Vietnam   |

### Grupo G
| Pos. | Equipo         | Pts. | PJ | G | E | P | GF | GC | Dif. | Clasificación |       | Bandera de Jordania | Bandera de Arabia Saudita | Bandera de Tayikistán | Bandera de Pakistán |
| ---- | -------------- | ---- | -- | - | - | - | -- | -- | ---- | ------------- | ----- | ------------------- | ------------------------- | --------------------- | ------------------- |
| 1    | Jordania       | 13   | 6  | 4 | 1 | 1 | 16 | 4  | +12  | Tercera ronda |       | —                   | 0 – 2                     | 3 – 0                 | 7 – 0               |
| 2    | Arabia Saudita | 13   | 6  | 4 | 1 | 1 | 12 | 3  | +9   | Tercera ronda |       | 1 – 2               | —                         | 1 – 0                 | 4 – 0               |
| 3    | Tayikistán     | 8    | 6  | 2 | 2 | 2 | 11 | 7  | +4   |               |       | 1 – 1               | 1 – 1                     | —                     | 3 – 0               |
| 4    | Pakistán       | 0    | 6  | 0 | 0 | 6 | 1  | 26 | −25  |               | 0 – 3 | 0 – 3               | 1 – 6                     | —                     |                     |

Actualizado a los partidos jugados el 11 de junio de 2024.
 Fuente: AFC
Criterios de clasificación: criterios FIFA de desempate
| Fecha                   | Lugar     | Local          |                           | Resultado |                           | Visitante      |
| ----------------------- | --------- | -------------- | ------------------------- | --------- | ------------------------- | -------------- |
| 16 de noviembre de 2023 | Dusambé   | Tayikistán     | Bandera de Tayikistán     | 1 – 1     | Bandera de Jordania       | Jordania       |
| 16 de noviembre de 2023 | Dammam    | Arabia Saudita | Bandera de Arabia Saudita | 4 – 0     | Bandera de Pakistán       | Pakistán       |
| 21 de noviembre de 2023 | Islamabad | Pakistán       | Bandera de Pakistán       | 1 – 6     | Bandera de Tayikistán     | Tayikistán     |
| 21 de noviembre de 2023 | Amán      | Jordania       | Bandera de Jordania       | 0 – 2     | Bandera de Arabia Saudita | Arabia Saudita |
| 21 de marzo de 2024     | Islamabad | Pakistán       | Bandera de Pakistán       | 0 – 3     | Bandera de Jordania       | Jordania       |
| 21 de marzo de 2024     | Riad      | Arabia Saudita | Bandera de Arabia Saudita | 1 – 0     | Bandera de Tayikistán     | Tayikistán     |
| 26 de marzo de 2024     | Dusambé   | Tayikistán     | Bandera de Tayikistán     | 1 – 1     | Bandera de Arabia Saudita | Arabia Saudita |
| 26 de marzo de 2024     | Amán      | Jordania       | Bandera de Jordania       | 7 – 0     | Bandera de Pakistán       | Pakistán       |
| 6 de junio de 2024      | Islamabad | Pakistán       | Bandera de Pakistán       | 0 – 3     | Bandera de Arabia Saudita | Arabia Saudita |
| 6 de junio de 2024      | Amán      | Jordania       | Bandera de Jordania       | 3 – 0     | Bandera de Tayikistán     | Tayikistán     |
| 11 de junio de 2024     | Dusambé   | Tayikistán     | Bandera de Tayikistán     | 3 – 0     | Bandera de Pakistán       | Pakistán       |
| 11 de junio de 2024     | Riad      | Arabia Saudita | Bandera de Arabia Saudita | 1 – 2     | Bandera de Jordania       | Jordania       |

### Grupo H
| Pos. | Equipo                 | Pts. | PJ | G | E | P | GF | GC | Dif. | Clasificación |       | Bandera de Emiratos Árabes Unidos | Bandera de Baréin | Bandera de Yemen | Bandera de Nepal |
| ---- | ---------------------- | ---- | -- | - | - | - | -- | -- | ---- | ------------- | ----- | --------------------------------- | ----------------- | ---------------- | ---------------- |
| 1    | Emiratos Árabes Unidos | 16   | 6  | 5 | 1 | 0 | 16 | 2  | +14  | Tercera ronda |       | —                                 | 1 – 1             | 2 – 1            | 4 – 0            |
| 2    | Baréin                 | 11   | 6  | 3 | 2 | 1 | 11 | 3  | +8   | Tercera ronda |       | 0 – 2                             | —                 | 0 – 0            | 3 – 0            |
| 3    | Yemen                  | 5    | 6  | 1 | 2 | 3 | 5  | 9  | −4   |               |       | 0 – 3                             | 0 – 2             | —                | 2 – 2            |
| 4    | Nepal                  | 1    | 6  | 0 | 1 | 5 | 2  | 20 | −18  |               | 0 – 4 | 0 – 5                             | 0 – 2             | —                |                  |

Actualizado a los partidos jugados el 11 de junio de 2024.
 Fuente: AFC
Criterios de clasificación: criterios FIFA de desempate
| Fecha                   | Lugar                      | Local                  |                                   | Resultado |                                   | Visitante              |
| ----------------------- | -------------------------- | ---------------------- | --------------------------------- | --------- | --------------------------------- | ---------------------- |
| 16 de noviembre de 2023 | Dubái                      | Emiratos Árabes Unidos | Bandera de Emiratos Árabes Unidos | 4 – 0     | Bandera de Nepal                  | Nepal                  |
| 16 de noviembre de 2023 | Abha (Arabia Saudita)      | Yemen                  | Bandera de Yemen                  | 0 – 2     | Bandera de Baréin                 | Baréin                 |
| 21 de noviembre de 2023 | Katmandú                   | Nepal                  | Bandera de Nepal                  | 0 – 2     | Bandera de Yemen                  | Yemen                  |
| 21 de noviembre de 2023 | Riffa                      | Baréin                 | Bandera de Baréin                 | 0 – 2     | Bandera de Emiratos Árabes Unidos | Emiratos Árabes Unidos |
| 21 de marzo de 2024     | Abu Dabi                   | Emiratos Árabes Unidos | Bandera de Emiratos Árabes Unidos | 2 – 1     | Bandera de Yemen                  | Yemen                  |
| 21 de marzo de 2024     | Riffa (Baréin)             | Nepal                  | Bandera de Nepal                  | 0 – 5     | Bandera de Baréin                 | Baréin                 |
| 26 de marzo de 2024     | Riffa                      | Baréin                 | Bandera de Baréin                 | 3 – 0     | Bandera de Nepal                  | Nepal                  |
| 26 de marzo de 2024     | Al Kobhar (Arabia Saudita) | Yemen                  | Bandera de Yemen                  | 0 – 3     | Bandera de Emiratos Árabes Unidos | Emiratos Árabes Unidos |
| 6 de junio de 2024      | Dammam (Arabia Saudita)    | Nepal                  | Bandera de Nepal                  | 0 – 4     | Bandera de Emiratos Árabes Unidos | Emiratos Árabes Unidos |
| 6 de junio de 2024      | Riffa                      | Baréin                 | Bandera de Baréin                 | 0 – 0     | Bandera de Yemen                  | Yemen                  |
| 11 de junio de 2024     | Dubái                      | Emiratos Árabes Unidos | Bandera de Emiratos Árabes Unidos | 1 – 1     | Bandera de Baréin                 | Baréin                 |
| 11 de junio de 2024     | Dammam (Arabia Saudita)    | Yemen                  | Bandera de Yemen                  | 2 – 2     | Bandera de Nepal                  | Nepal                  |

### Grupo I
| Pos. | Equipo    | Pts. | PJ | G | E | P | GF | GC | Dif. | Clasificación |       | Bandera de Australia | Bandera de Palestina | Bandera de Líbano | Bandera de Bangladés |
| ---- | --------- | ---- | -- | - | - | - | -- | -- | ---- | ------------- | ----- | -------------------- | -------------------- | ----------------- | -------------------- |
| 1    | Australia | 18   | 6  | 6 | 0 | 0 | 22 | 0  | +22  | Tercera ronda |       | —                    | 5 – 0                | 2 – 0             | 7 – 0                |
| 2    | Palestina | 8    | 6  | 2 | 2 | 2 | 6  | 6  | 0    | Tercera ronda |       | 0 – 1                | —                    | 0 – 0             | 5 – 0                |
| 3    | Líbano    | 6    | 6  | 1 | 3 | 2 | 5  | 8  | −3   |               |       | 0 – 5                | 0 – 0                | —                 | 4 – 0                |
| 4    | Bangladés | 1    | 6  | 0 | 1 | 5 | 1  | 20 | −19  |               | 0 – 2 | 0 – 1                | 1 – 1                | —                 |                      |

 Fuente: AFC
Criterios de clasificación: criterios FIFA de desempate
| Fecha                   | Lugar                            | Local     |                      | Resultado |                      | Visitante |
| ----------------------- | -------------------------------- | --------- | -------------------- | --------- | -------------------- | --------- |
| 16 de noviembre de 2023 | Melbourne                        | Australia | Bandera de Australia | 7 – 0     | Bandera de Bangladés | Bangladés |
| 16 de noviembre de 2023 | Sharjah (Emiratos Árabes Unidos) | Líbano    | Bandera de Líbano    | 0 – 0     | Bandera de Palestina | Palestina |
| 21 de noviembre de 2023 | Daca                             | Bangladés | Bandera de Bangladés | 1 – 1     | Bandera de Líbano    | Líbano    |
| 21 de noviembre de 2023 | Kuwait (Kuwait)                  | Palestina | Bandera de Palestina | 0 – 1     | Bandera de Australia | Australia |
| 21 de marzo de 2024     | Sídney                           | Australia | Bandera de Australia | 2 – 0     | Bandera de Líbano    | Líbano    |
| 21 de marzo de 2024     | Kuwait (Kuwait)                  | Palestina | Bandera de Palestina | 5 – 0     | Bandera de Bangladés | Bangladés |
| 26 de marzo de 2024     | Daca                             | Bangladés | Bandera de Bangladés | 0 – 1     | Bandera de Palestina | Palestina |
| 26 de marzo de 2024     | Canberra (Australia)             | Líbano    | Bandera de Líbano    | 0 – 5     | Bandera de Australia | Australia |
| 6 de junio de 2024      | Daca                             | Bangladés | Bandera de Bangladés | 0 – 2     | Bandera de Australia | Australia |
| 6 de junio de 2024      | Rayán (Catar)                    | Palestina | Bandera de Palestina | 0 – 0     | Bandera de Líbano    | Líbano    |
| 11 de junio de 2024     | Perth                            | Australia | Bandera de Australia | 5 – 0     | Bandera de Palestina | Palestina |
| 11 de junio de 2024     | Rayán (Catar)                    | Líbano    | Bandera de Líbano    | 4 – 0     | Bandera de Bangladés | Bangladés |

## Tercera ronda
Los 18 equipos clasificados fueron distribuidos por sorteo en tres grupos de seis cada uno. Los dos primeros puestos de cada grupo clasificaron a la Copa Mundial, los terceros y cuartos pasaron a la cuarta ronda.
Sorteo
El sorteo de la tercera ronda de la clasificación de AFC para la Copa Mundial de la FIFA 2026 se llevó a cabo el 27 de junio de 2024 en la sede de la AFC en Kuala Lumpur, Malasia. Las 18 selecciones se dividieron en 6 bombos basados en el ranking FIFA del 20 de junio de 2024.
| Bombo 1                                                       | Bombo 2                                                | Bombo 3                                                        |
| ------------------------------------------------------------- | ------------------------------------------------------ | -------------------------------------------------------------- |
| 1. Japón (17) 2. Irán (20) 3. Corea del Sur (22)              | 4. Australia (23) 5. Catar (35) 6. Irak (55)           | 7. Arabia Saudita (56) 8. Uzbekistán (62) 9. Jordania (68)     |
| Bombo 4                                                       | Bombo 5                                                | Bombo 6                                                        |
| 10. Emiratos Árabes Unidos (69) 11. Omán (76) 12. Baréin (81) | 13. China (88) 14. Palestina (95) 15. Kirguistán (101) | 16. Corea del Norte (110) 17. Indonesia (134) 18. Kuwait (137) |

     – Clasifican a la Copa Mundial de Fútbol de 2026.      – Clasifican a la Cuarta ronda.
En negrita las selecciones clasificadas a la Copa Mundial.

### Grupo A
| Pos. | Equipo                 | Pts. | PJ | G | E | P | GF | GC | Dif. | Clasificación |       | Bandera de Irán | Bandera de Uzbekistán | Bandera de Emiratos Árabes Unidos | Bandera de Catar | Bandera de Kirguistán | Bandera de Corea del Norte |
| ---- | ---------------------- | ---- | -- | - | - | - | -- | -- | ---- | ------------- | ----- | --------------- | --------------------- | --------------------------------- | ---------------- | --------------------- | -------------------------- |
| 1    | Irán                   | 23   | 10 | 7 | 2 | 1 | 19 | 8  | +11  | Mundial 2026  |       | —               | 2 – 2                 | 2 – 0                             | 4 – 1            | 1 – 0                 | 3 – 0                      |
| 2    | Uzbekistán             | 21   | 10 | 6 | 3 | 1 | 14 | 7  | +7   | Mundial 2026  |       | 0 – 0           | —                     | 1 – 0                             | 3 – 0            | 1 – 0                 | 1 – 0                      |
| 3    | Emiratos Árabes Unidos | 15   | 10 | 4 | 3 | 3 | 15 | 8  | +7   | Cuarta ronda  |       | 0 – 1           | 0 – 0                 | —                                 | 5 – 0            | 3 – 0                 | 1 – 1                      |
| 4    | Catar                  | 13   | 10 | 4 | 1 | 5 | 17 | 24 | −7   | Cuarta ronda  |       | 1 – 0           | 3 – 2                 | 1 – 3                             | —                | 3 – 1                 | 5 – 1                      |
| 5    | Kirguistán             | 8    | 10 | 2 | 2 | 6 | 12 | 18 | −6   |               |       | 2 – 3           | 2 – 3                 | 1 – 1                             | 3 – 1            | —                     | 1 – 0                      |
| 6    | Corea del Norte        | 3    | 10 | 0 | 3 | 7 | 9  | 21 | −12  |               | 2 – 3 | 0 – 1           | 1 – 2                 | 2 – 2                             | 2 – 2            | —                     |                            |

 Fuente: AFC
Criterios de clasificación: criterios FIFA de desempate
| Fecha                    | Lugar                          | Local                  |                                   | Resultado |                                   | Visitante              |
| ------------------------ | ------------------------------ | ---------------------- | --------------------------------- | --------- | --------------------------------- | ---------------------- |
| 5 de septiembre de 2024  | Taskent                        | Uzbekistán             | Bandera de Uzbekistán             | 1 – 0     | Bandera de Corea del Norte        | Corea del Norte        |
| 5 de septiembre de 2024  | Isfahán                        | Irán                   | Bandera de Irán                   | 1 – 0     | Bandera de Kirguistán             | Kirguistán             |
| 5 de septiembre de 2024  | Rayán                          | Catar                  | Bandera de Catar                  | 1 – 3     | Bandera de Emiratos Árabes Unidos | Emiratos Árabes Unidos |
| 10 de septiembre de 2024 | Vientián (Laos)                | Corea del Norte        | Bandera de Corea del Norte        | 2 – 2     | Bandera de Catar                  | Catar                  |
| 10 de septiembre de 2024 | Biskek                         | Kirguistán             | Bandera de Kirguistán             | 2 – 3     | Bandera de Uzbekistán             | Uzbekistán             |
| 10 de septiembre de 2024 | Al Ain                         | Emiratos Árabes Unidos | Bandera de Emiratos Árabes Unidos | 0 – 1     | Bandera de Irán                   | Irán                   |
| 10 de octubre de 2024    | Taskent                        | Uzbekistán             | Bandera de Uzbekistán             | 0 – 0     | Bandera de Irán                   | Irán                   |
| 10 de octubre de 2024    | Doha                           | Catar                  | Bandera de Catar                  | 3 – 1     | Bandera de Kirguistán             | Kirguistán             |
| 10 de octubre de 2024    | Al Ain                         | Emiratos Árabes Unidos | Bandera de Emiratos Árabes Unidos | 1 – 1     | Bandera de Corea del Norte        | Corea del Norte        |
| 15 de octubre de 2024    | Taskent                        | Uzbekistán             | Bandera de Uzbekistán             | 1 – 0     | Bandera de Emiratos Árabes Unidos | Emiratos Árabes Unidos |
| 15 de octubre de 2024    | Biskek                         | Kirguistán             | Bandera de Kirguistán             | 1 – 0     | Bandera de Corea del Norte        | Corea del Norte        |
| 15 de octubre de 2024    | Dubái (Emiratos Árabes Unidos) | Irán                   | Bandera de Irán                   | 4 – 1     | Bandera de Catar                  | Catar                  |
| 14 de noviembre de 2024  | Vientián (Laos)                | Corea del Norte        | Bandera de Corea del Norte        | 2 – 3     | Bandera de Irán                   | Irán                   |
| 14 de noviembre de 2024  | Rayán                          | Catar                  | Bandera de Catar                  | 3 – 2     | Bandera de Uzbekistán             | Uzbekistán             |
| 14 de noviembre de 2024  | Abu Dabi                       | Emiratos Árabes Unidos | Bandera de Emiratos Árabes Unidos | 3 – 0     | Bandera de Kirguistán             | Kirguistán             |
| 19 de noviembre de 2024  | Vientián (Laos)                | Corea del Norte        | Bandera de Corea del Norte        | 0 – 1     | Bandera de Uzbekistán             | Uzbekistán             |
| 19 de noviembre de 2024  | Biskek                         | Kirguistán             | Bandera de Kirguistán             | 2 – 3     | Bandera de Irán                   | Irán                   |
| 19 de noviembre de 2024  | Abu Dabi                       | Emiratos Árabes Unidos | Bandera de Emiratos Árabes Unidos | 5 – 0     | Bandera de Catar                  | Catar                  |
| 20 de marzo de 2025      | Taskent                        | Uzbekistán             | Bandera de Uzbekistán             | 1 – 0     | Bandera de Kirguistán             | Kirguistán             |
| 20 de marzo de 2025      | Teherán                        | Irán                   | Bandera de Irán                   | 2 – 0     | Bandera de Emiratos Árabes Unidos | Emiratos Árabes Unidos |
| 20 de marzo de 2025      | Rayán                          | Catar                  | Bandera de Catar                  | 5 – 1     | Bandera de Corea del Norte        | Corea del Norte        |
| 25 de marzo de 2025      | Biskek                         | Kirguistán             | Bandera de Kirguistán             | 3 – 1     | Bandera de Catar                  | Catar                  |
| 25 de marzo de 2025      | Teherán                        | Irán                   | Bandera de Irán                   | 2 – 2     | Bandera de Uzbekistán             | Uzbekistán             |
| 25 de marzo de 2025      | Riad (Arabia Saudita)          | Corea del Norte        | Bandera de Corea del Norte        | 1 – 2     | Bandera de Emiratos Árabes Unidos | Emiratos Árabes Unidos |
| 5 de junio de 2025       | Abu Dabi                       | Emiratos Árabes Unidos | Bandera de Emiratos Árabes Unidos | 0 – 0     | Bandera de Uzbekistán             | Uzbekistán             |
| 5 de junio de 2025       | Rayán                          | Catar                  | Bandera de Catar                  | 1 – 0     | Bandera de Irán                   | Irán                   |
| 5 de junio de 2025       | Riad (Arabia Saudita)          | Corea del Norte        | Bandera de Corea del Norte        | 2 – 2     | Bandera de Kirguistán             | Kirguistán             |
| 10 de junio de 2025      | Taskent                        | Uzbekistán             | Bandera de Uzbekistán             | 3 – 0     | Bandera de Catar                  | Catar                  |
| 10 de junio de 2025      | Biskek                         | Kirguistán             | Bandera de Kirguistán             | 1 – 1     | Bandera de Emiratos Árabes Unidos | Emiratos Árabes Unidos |
| 10 de junio de 2025      | Teherán                        | Irán                   | Bandera de Irán                   | 3 – 0     | Bandera de Corea del Norte        | Corea del Norte        |

### Grupo B
| Pos. | Equipo        | Pts. | PJ | G | E | P | GF | GC | Dif. | Clasificación |       | Bandera de Corea del Sur | Bandera de Jordania | Bandera de Irak | Bandera de Omán | Bandera de Palestina | Bandera de Kuwait |
| ---- | ------------- | ---- | -- | - | - | - | -- | -- | ---- | ------------- | ----- | ------------------------ | ------------------- | --------------- | --------------- | -------------------- | ----------------- |
| 1    | Corea del Sur | 22   | 10 | 6 | 4 | 0 | 20 | 7  | +13  | Mundial 2026  |       | —                        | 1 – 1               | 3 – 2           | 1 – 1           | 0 – 0                | 4 – 0             |
| 2    | Jordania      | 16   | 10 | 4 | 4 | 2 | 16 | 8  | +8   | Mundial 2026  |       | 0 – 2                    | —                   | 0 – 1           | 4 – 0           | 3 – 1                | 1 – 1             |
| 3    | Irak          | 15   | 10 | 4 | 3 | 3 | 9  | 9  | 0    | Cuarta ronda  |       | 0 – 2                    | 0 – 0               | —               | 1 – 0           | 1 – 0                | 2 – 2             |
| 4    | Omán          | 11   | 10 | 3 | 2 | 5 | 9  | 14 | −5   | Cuarta ronda  |       | 1 – 3                    | 0 – 3               | 0 – 1           | —               | 1 – 0                | 4 – 0             |
| 5    | Palestina     | 10   | 10 | 2 | 4 | 4 | 10 | 13 | −3   |               |       | 1 – 1                    | 1 – 3               | 2 – 1           | 1 – 1           | —                    | 2 – 2             |
| 6    | Kuwait        | 5    | 10 | 0 | 5 | 5 | 7  | 20 | −13  |               | 1 – 3 | 1 – 1                    | 0 – 0               | 0 – 1           | 0 – 2           | —                    |                   |

 Fuente: AFC
Criterios de clasificación: criterios FIFA de desempate
| Fecha                    | Lugar                  | Local         |                          | Resultado |                          | Visitante     |
| ------------------------ | ---------------------- | ------------- | ------------------------ | --------- | ------------------------ | ------------- |
| 5 de septiembre de 2024  | Seúl                   | Corea del Sur | Bandera de Corea del Sur | 0 – 0     | Bandera de Palestina     | Palestina     |
| 5 de septiembre de 2024  | Basora                 | Irak          | Bandera de Irak          | 1 – 0     | Bandera de Omán          | Omán          |
| 5 de septiembre de 2024  | Amán                   | Jordania      | Bandera de Jordania      | 1 – 1     | Bandera de Kuwait        | Kuwait        |
| 10 de septiembre de 2024 | Kuala Lumpur (Malasia) | Palestina     | Bandera de Palestina     | 1 – 3     | Bandera de Jordania      | Jordania      |
| 10 de septiembre de 2024 | Mascate                | Omán          | Bandera de Omán          | 1 – 3     | Bandera de Corea del Sur | Corea del Sur |
| 10 de septiembre de 2024 | Kuwait                 | Kuwait        | Bandera de Kuwait        | 0 – 0     | Bandera de Irak          | Irak          |
| 10 de octubre de 2024    | Amán                   | Jordania      | Bandera de Jordania      | 0 – 2     | Bandera de Corea del Sur | Corea del Sur |
| 10 de octubre de 2024    | Mascate                | Omán          | Bandera de Omán          | 4 – 0     | Bandera de Kuwait        | Kuwait        |
| 10 de octubre de 2024    | Basora                 | Irak          | Bandera de Irak          | 1 – 0     | Bandera de Palestina     | Palestina     |
| 15 de octubre de 2024    | Yongin                 | Corea del Sur | Bandera de Corea del Sur | 3 – 2     | Bandera de Irak          | Irak          |
| 15 de octubre de 2024    | Amán                   | Jordania      | Bandera de Jordania      | 4 – 0     | Bandera de Omán          | Omán          |
| 15 de octubre de 2024    | Rayán (Catar)          | Palestina     | Bandera de Palestina     | 2 – 2     | Bandera de Kuwait        | Kuwait        |
| 14 de noviembre de 2024  | Kuwait                 | Kuwait        | Bandera de Kuwait        | 1 – 3     | Bandera de Corea del Sur | Corea del Sur |
| 14 de noviembre de 2024  | Mascate                | Omán          | Bandera de Omán          | 1 – 0     | Bandera de Palestina     | Palestina     |
| 14 de noviembre de 2024  | Basora                 | Irak          | Bandera de Irak          | 0 – 0     | Bandera de Jordania      | Jordania      |
| 19 de noviembre de 2024  | Amán (Jordania)        | Palestina     | Bandera de Palestina     | 1 – 1     | Bandera de Corea del Sur | Corea del Sur |
| 19 de noviembre de 2024  | Mascate                | Omán          | Bandera de Omán          | 0 – 1     | Bandera de Irak          | Irak          |
| 19 de noviembre de 2024  | Kuwait                 | Kuwait        | Bandera de Kuwait        | 1 – 1     | Bandera de Jordania      | Jordania      |
| 20 de marzo de 2025      | Goyang                 | Corea del Sur | Bandera de Corea del Sur | 1 – 1     | Bandera de Omán          | Omán          |
| 20 de marzo de 2025      | Basora                 | Irak          | Bandera de Irak          | 2 – 2     | Bandera de Kuwait        | Kuwait        |
| 20 de marzo de 2025      | Amán                   | Jordania      | Bandera de Jordania      | 3 – 1     | Bandera de Palestina     | Palestina     |
| 25 de marzo de 2025      | Suwon                  | Corea del Sur | Bandera de Corea del Sur | 1 – 1     | Bandera de Jordania      | Jordania      |
| 25 de marzo de 2025      | Amán (Jordania)        | Palestina     | Bandera de Palestina     | 2 – 1     | Bandera de Irak          | Irak          |
| 25 de marzo de 2025      | Kuwait                 | Kuwait        | Bandera de Kuwait        | 0 – 1     | Bandera de Omán          | Omán          |
| 5 de junio de 2025       | Mascate                | Omán          | Bandera de Omán          | 0 – 3     | Bandera de Jordania      | Jordania      |
| 5 de junio de 2025       | Basora                 | Irak          | Bandera de Irak          | 0 – 2     | Bandera de Corea del Sur | Corea del Sur |
| 5 de junio de 2025       | Kuwait                 | Kuwait        | Bandera de Kuwait        | 0 – 2     | Bandera de Palestina     | Palestina     |
| 10 de junio de 2025      | Seúl                   | Corea del Sur | Bandera de Corea del Sur | 4 – 0     | Bandera de Kuwait        | Kuwait        |
| 10 de junio de 2025      | Amán                   | Jordania      | Bandera de Jordania      | 0 – 1     | Bandera de Irak          | Irak          |
| 10 de junio de 2025      | Amán (Jordania)        | Palestina     | Bandera de Palestina     | 1 – 1     | Bandera de Omán          | Omán          |

### Grupo C
| Pos. | Equipo         | Pts. | PJ | G | E | P | GF | GC | Dif. | Clasificación |       | Bandera de Japón | Bandera de Australia | Bandera de Arabia Saudita | Bandera de Indonesia | Bandera de la República Popular China | Bandera de Baréin |
| ---- | -------------- | ---- | -- | - | - | - | -- | -- | ---- | ------------- | ----- | ---------------- | -------------------- | ------------------------- | -------------------- | ------------------------------------- | ----------------- |
| 1    | Japón          | 23   | 10 | 7 | 2 | 1 | 30 | 3  | +27  | Mundial 2026  |       | —                | 1 – 1                | 0 – 0                     | 6 – 0                | 7 – 0                                 | 2 – 0             |
| 2    | Australia      | 19   | 10 | 5 | 4 | 1 | 16 | 7  | +9   | Mundial 2026  |       | 1 – 0            | —                    | 0 – 0                     | 5 – 1                | 3 – 1                                 | 0 – 1             |
| 3    | Arabia Saudita | 13   | 10 | 3 | 4 | 3 | 7  | 8  | −1   | Cuarta ronda  |       | 0 – 2            | 1 – 2                | —                         | 1 – 1                | 1 – 0                                 | 0 – 0             |
| 4    | Indonesia      | 12   | 10 | 3 | 3 | 4 | 9  | 20 | −11  | Cuarta ronda  |       | 0 – 4            | 0 – 0                | 2 – 0                     | —                    | 1 – 0                                 | 1 – 0             |
| 5    | China          | 9    | 10 | 3 | 0 | 7 | 7  | 20 | −13  |               |       | 1 – 3            | 0 – 2                | 1 – 2                     | 2 – 1                | —                                     | 1 – 0             |
| 6    | Baréin         | 6    | 10 | 1 | 3 | 6 | 5  | 16 | −11  |               | 0 – 5 | 2 – 2            | 0 – 2                | 2 – 2                     | 0 – 1                | —                                     |                   |

 Fuente: AFC
Criterios de clasificación: criterios FIFA de desempate
| Fecha                    | Lugar      | Local          |                                       | Resultado |                                       | Visitante      |
| ------------------------ | ---------- | -------------- | ------------------------------------- | --------- | ------------------------------------- | -------------- |
| 5 de septiembre de 2024  | Gold Coast | Australia      | Bandera de Australia                  | 0 – 1     | Bandera de Baréin                     | Baréin         |
| 5 de septiembre de 2024  | Saitama    | Japón          | Bandera de Japón                      | 7 – 0     | Bandera de la República Popular China | China          |
| 5 de septiembre de 2024  | Yeda       | Arabia Saudita | Bandera de Arabia Saudita             | 1 – 1     | Bandera de Indonesia                  | Indonesia      |
| 10 de septiembre de 2024 | Dalian     | China          | Bandera de la República Popular China | 1 – 2     | Bandera de Arabia Saudita             | Arabia Saudita |
| 10 de septiembre de 2024 | Surabaya   | Indonesia      | Bandera de Indonesia                  | 0 – 0     | Bandera de Australia                  | Australia      |
| 10 de septiembre de 2024 | Riffa      | Baréin         | Bandera de Baréin                     | 0 – 5     | Bandera de Japón                      | Japón          |
| 10 de octubre de 2024    | Adelaida   | Australia      | Bandera de Australia                  | 3 – 1     | Bandera de la República Popular China | China          |
| 10 de octubre de 2024    | Riffa      | Baréin         | Bandera de Baréin                     | 2 – 2     | Bandera de Indonesia                  | Indonesia      |
| 10 de octubre de 2024    | Yeda       | Arabia Saudita | Bandera de Arabia Saudita             | 0 – 2     | Bandera de Japón                      | Japón          |
| 15 de octubre de 2024    | Saitama    | Japón          | Bandera de Japón                      | 1 – 1     | Bandera de Australia                  | Australia      |
| 15 de octubre de 2024    | Qingdao    | China          | Bandera de la República Popular China | 2 – 1     | Bandera de Indonesia                  | Indonesia      |
| 15 de octubre de 2024    | Yeda       | Arabia Saudita | Bandera de Arabia Saudita             | 0 – 0     | Bandera de Baréin                     | Baréin         |
| 14 de noviembre de 2024  | Melbourne  | Australia      | Bandera de Australia                  | 0 – 0     | Bandera de Arabia Saudita             | Arabia Saudita |
| 14 de noviembre de 2024  | Riffa      | Baréin         | Bandera de Baréin                     | 0 – 1     | Bandera de la República Popular China | China          |
| 15 de noviembre de 2024  | Yakarta    | Indonesia      | Bandera de Indonesia                  | 0 – 4     | Bandera de Japón                      | Japón          |
| 19 de noviembre de 2024  | Xiamen     | China          | Bandera de la República Popular China | 1 – 3     | Bandera de Japón                      | Japón          |
| 19 de noviembre de 2024  | Yakarta    | Indonesia      | Bandera de Indonesia                  | 2 – 0     | Bandera de Arabia Saudita             | Arabia Saudita |
| 19 de noviembre de 2024  | Riffa      | Baréin         | Bandera de Baréin                     | 2 – 2     | Bandera de Australia                  | Australia      |
| 20 de marzo de 2025      | Sídney     | Australia      | Bandera de Australia                  | 5 – 1     | Bandera de Indonesia                  | Indonesia      |
| 20 de marzo de 2025      | Saitama    | Japón          | Bandera de Japón                      | 2 – 0     | Bandera de Baréin                     | Baréin         |
| 20 de marzo de 2025      | Riad       | Arabia Saudita | Bandera de Arabia Saudita             | 1 – 0     | Bandera de la República Popular China | China          |
| 25 de marzo de 2025      | Saitama    | Japón          | Bandera de Japón                      | 0 – 0     | Bandera de Arabia Saudita             | Arabia Saudita |
| 25 de marzo de 2025      | Hangzhou   | China          | Bandera de la República Popular China | 0 – 2     | Bandera de Australia                  | Australia      |
| 25 de marzo de 2025      | Yakarta    | Indonesia      | Bandera de Indonesia                  | 1 – 0     | Bandera de Baréin                     | Baréin         |
| 5 de junio de 2025       | Perth      | Australia      | Bandera de Australia                  | 1 – 0     | Bandera de Japón                      | Japón          |
| 5 de junio de 2025       | Yakarta    | Indonesia      | Bandera de Indonesia                  | 1 – 0     | Bandera de la República Popular China | China          |
| 5 de junio de 2025       | Riffa      | Baréin         | Bandera de Baréin                     | 0 – 2     | Bandera de Arabia Saudita             | Arabia Saudita |
| 10 de junio de 2025      | Suita      | Japón          | Bandera de Japón                      | 6 – 0     | Bandera de Indonesia                  | Indonesia      |
| 10 de junio de 2025      | Chongqing  | China          | Bandera de la República Popular China | 1 – 0     | Bandera de Baréin                     | Baréin         |
| 10 de junio de 2025      | Yeda       | Arabia Saudita | Bandera de Arabia Saudita             | 1 – 2     | Bandera de Australia                  | Australia      |

## Cuarta ronda
Los seis equipos clasificados son distribuidos por sorteo en dos grupos de tres cada uno. Los primeros puestos de cada grupo clasifican a la Copa Mundial, los segundos pasan a la quinta ronda.

### Grupo A
| Pos. | Equipo                 | Pts. | PJ | G | E | P | GF | GC | Dif. | Clasificación |
| ---- | ---------------------- | ---- | -- | - | - | - | -- | -- | ---- | ------------- |
| 1    | Catar                  | 0    | 0  | 0 | 0 | 0 | 0  | 0  | 0    | Mundial 2026  |
| 2    | Emiratos Árabes Unidos | 0    | 0  | 0 | 0 | 0 | 0  | 0  | 0    | Quinta ronda  |
| 3    | Omán                   | 0    | 0  | 0 | 0 | 0 | 0  | 0  | 0    |               |

Los primeros partidos se disputarán el 8 de octubre de 2025.
 Fuente: FIFA
Criterios de clasificación: criterios FIFA de desempate
| Fecha                 | Lugar | Local                  |                                   | Resultado |                                   | Visitante              |
| --------------------- | ----- | ---------------------- | --------------------------------- | --------- | --------------------------------- | ---------------------- |
| 8 de octubre de 2025  | Rayán | Omán                   | Bandera de Omán                   | –         | Bandera de Catar                  | Catar                  |
| 11 de octubre de 2025 | Rayán | Emiratos Árabes Unidos | Bandera de Emiratos Árabes Unidos | –         | Bandera de Omán                   | Omán                   |
| 14 de octubre de 2025 | Rayán | Catar                  | Bandera de Catar                  | –         | Bandera de Emiratos Árabes Unidos | Emiratos Árabes Unidos |

### Grupo B
| Pos. | Equipo         | Pts. | PJ | G | E | P | GF | GC | Dif. | Clasificación |
| ---- | -------------- | ---- | -- | - | - | - | -- | -- | ---- | ------------- |
| 1    | Arabia Saudita | 0    | 0  | 0 | 0 | 0 | 0  | 0  | 0    | Mundial 2026  |
| 2    | Irak           | 0    | 0  | 0 | 0 | 0 | 0  | 0  | 0    | Quinta ronda  |
| 3    | Indonesia      | 0    | 0  | 0 | 0 | 0 | 0  | 0  | 0    |               |

Los primeros partidos se disputarán el 8 de octubre de 2025.
 Fuente: FIFA
Criterios de clasificación: criterios FIFA de desempate
| Fecha                 | Lugar | Local          |                           | Resultado |                           | Visitante      |
| --------------------- | ----- | -------------- | ------------------------- | --------- | ------------------------- | -------------- |
| 8 de octubre de 2025  | Yeda  | Indonesia      | Bandera de Indonesia      | –         | Bandera de Arabia Saudita | Arabia Saudita |
| 11 de octubre de 2025 | Yeda  | Irak           | Bandera de Irak           | –         | Bandera de Indonesia      | Indonesia      |
| 14 de octubre de 2025 | Yeda  | Arabia Saudita | Bandera de Arabia Saudita | –         | Bandera de Irak           | Irak           |

## Quinta ronda
Los dos segundos lugares de los grupos A y B de la Cuarta ronda juegan a partidos de ida y vuelta. El ganador clasifica a la repesca intercontinental.

## Clasificados
| Bandera de Japón       | Bandera de Irán        | Bandera de Uzbekistán | Bandera de Corea del Sur |
| Japón                  | Irán                   | Uzbekistán            | Corea del Sur            |
|                        |                        |                       |                          |
| Clasificado: 20/3/2025 | Clasificado: 25/3/2025 | Clasificado: 5/6/2025 | Clasificado: 5/6/2025    |

| Bandera de Jordania   | Bandera de Australia   | Bandera de ?           | Bandera de ?           |
| Jordania              | Australia              | ?                      | ?                      |
|                       |                        |                        |                        |
| Clasificado: 5/6/2025 | Clasificado: 10/6/2025 | Clasificado: —/10/2025 | Clasificado: —/10/2025 |